# Les Premiers
Pour plus de détails, voir Fiche technique et Distribution.
Les Premiers (اولی ها, Avvalihā) est un film documentaire iranien sorti en 1984, écrit et réalisé par Abbas Kiarostami.

## Fiche technique
- Titre : Les Premiers
- Autre titre : Les Élèves du cours préparatoire
- Titre original : اولی ها (Avvalihā)
- Réalisation et scénario : Abbas Kiarostami
- Format : couleur - Son : mono
- Genre : Documentaire
- Durée : 85 minutes
- Date de sortie : 1984 ( Iran)

## Distribution
- Mohammad Dadras : Nazem